# Estilo Cape Cod

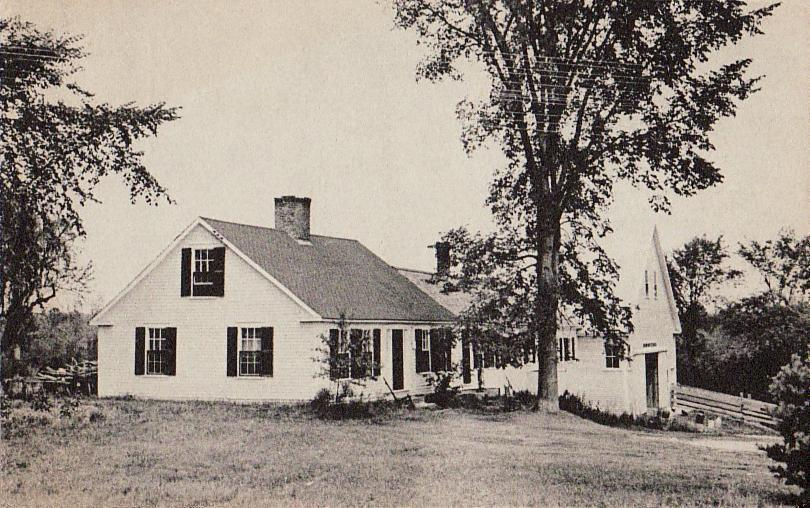
Casa no estilo Cape Cod c. 1920

A casa Cape Cod é definida como a casa clássica norte-americana. No projeto original, as casas Cape Cod tinham as seguintes características: simetria, telhados íngremes, chaminés centrais, janelas na porta, design plano, um andar a um andar e meio, escadas estreitas e exteriores simples. As casas modernas de Cape Cod têm mais comumente varandas e decks frontais, bem como acréscimos externos feitos às casas. A casa básica de Cape Cod, que remonta a 1670 até hoje, incluía 4 cômodos pequenos ao redor da chaminé. Se a casa tiver outro andar, ela incluirá dois cômodos ainda menores no segundo andar. As casas têm muito pouca saliência e o acabamento é simples. As primeiras casas de Cape Cod eram descritas como meias-casas e tinham de 16 a 20 pés de largura. Com o tempo, foram construídas casas Cape Cod maiores. Elas eram chamadas de "three quarter houses" (lit. casas de três quartos) e "full capes", dependendo do tamanho.
Originalmente, as casas de Cape Cod tinham as seguintes características: simetria, telhados íngremes, chaminés centrais, janelas na porta, design plano, um andar a um andar e meio, escadas estreitas e exteriores simples. No projeto arquitetônico tradicional de Cape Cod, vários materiais foram usados para construir as casas. Carvalho e pinho foram usados para construir os postes, as vigas e o piso de madeira, e as lareiras eram feitas de tijolos. O exterior da casa é normalmente pintado de branco com persianas de madeira preta, e o shiplap era usado como revestimento das casas. O design do Cape Cod foi inspirado nas casas inglesas, com a estrutura em forma de caixa e a silhueta baixa. O estilo Cape Cod foi revivido porque sua construção é muito barata; portanto, é mais fácil acrescentar e configurar a casa. Esse estilo de casa pode ser encontrado em Massachusetts, no norte da Nova Inglaterra e no leste do Canadá.

## História

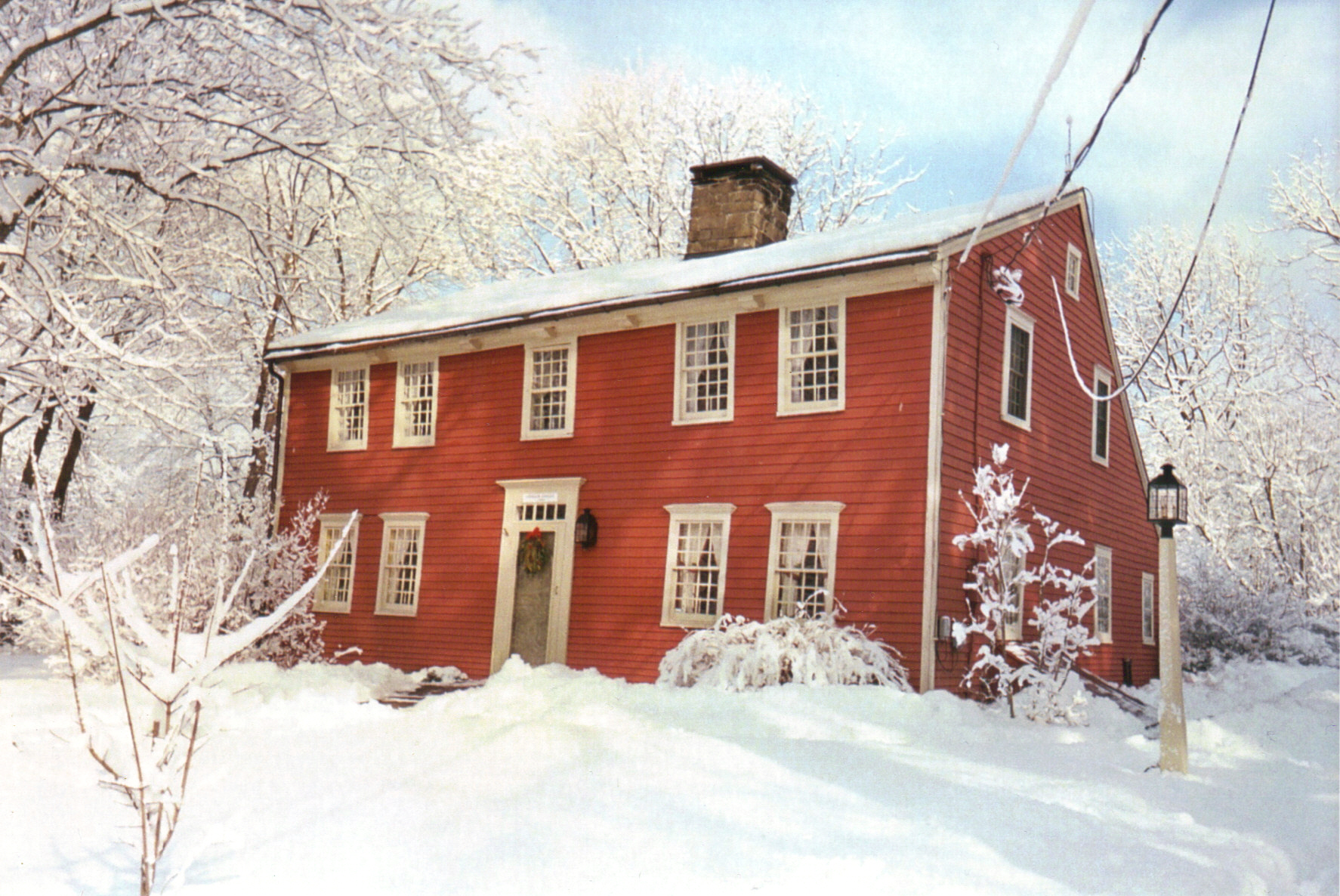
Casa Ephraim Hawley, construída entre 1683 e 1690

As primeiras casas no estilo Cape Cod foram desenvolvidas pelos primeiros colonizadores da América nos anos 1600. O projeto se inspirou na arquitetura da Grã-Bretanha e foi modificado para se adaptar às condições de inverno da região da Nova Inglaterra. No passado, o projeto arquitetônico da casa Cape Cod era definido pelo posicionamento central da chaminé, pois ela fornecia calor a todos os cômodos durante os meses frios. Os telhados das casas Cape Cod eram íngremes para se livrar rapidamente da neve e da chuva, como forma de proteger a estrutura da casa. Os telhados eram feitos de telhas de cedro para ajudar a manter o frio afastado. As temperaturas em janeiro e fevereiro podem cair para -20 °C, com grande acúmulo de neve, enquanto no verão as temperaturas podem chegar a 30 °C. Para ajudar com o calor no inverno, eles construíram enormes chaminés centrais e cômodos com tetos baixos para conservar o calor, e as maiores janelas ficavam voltadas para o sul para pegar o sol do inverno. O telhado íngreme característico das casas da Nova Inglaterra minimizava a carga de neve. Por fim, os colonos instalaram venezianas nas janelas para conter os ventos fortes e o sol forte do verão.
O Reverendo Timothy Dwight IV (1752-1817), presidente da Universidade de Yale de 1795 a 1817, criou o termo “casa de Cape Cod” após uma visita ao Cabo em 1800. Suas observações foram publicadas postumamente em Travels in New England and New York (1821-1822). O tipo foi popularizado de forma mais ampla em uma variante um pouco mais elaborada do Revivalismo Colonial, popularizada entre as décadas de 1930 e 1950, embora os tradicionais Capes sem ornamentos continuem sendo comuns na Nova Inglaterra. As primeiras casas Cape Cod eram descritas como meias-casas e tinham de 16 a 20 pés (aproximadamente 4,9 x 6,1 metros) de largura. Com o tempo, foram construídas casas Cape Cod maiores. Elas eram chamadas de three quarter houses e full capes, dependendo do tamanho. No estilo arquitetônico tradicional de Cape Cod, vários materiais foram usados para construir as casas.

### Cabos coloniais e federais (século XVII – início do século XIX)
As capas da era colonial eram mais comuns no nordeste dos Estados Unidos e no Canadá Atlântico. Eram feitas de madeira e cobertas com tábuas largas ou telhas, geralmente sem pintura, que ficavam cinzas com o tempo. A maioria das casas era pequena, geralmente com 100 a 200 m2 de área. Muitas vezes, janelas de tamanhos diferentes eram colocadas nas extremidades das empenas, sendo as de nove e seis vidros as mais comuns.[carece de fontes?]
O tipo tem uma aparência simétrica, com a porta da frente no centro da casa e uma grande chaminé central que, muitas vezes, pode acomodar lareiras consecutivas. O quarto principal ficava no primeiro andar, com um loft, muitas vezes inacabado, no segundo. Uma casa antiga típica não tinha dormitórios e pouca ou nenhuma ornamentação externa.[carece de fontes?]

### O Revivalismo Cape Cod
O Revivalismo Cape Cod ocorreu de 1922 a 1955. Foi o renascimento do projeto arquitetônico de Cape Cod. Esse estilo de casa aparecia em revistas no início da década de 1920 e chamava a atenção por sua simplicidade. As casas de Cape Cod foram projetadas principalmente por necessidade; portanto, não tinham um design complexo e artístico. O estilo de casa Cape Cod teve seu auge após a Segunda Guerra Mundial, pois os soldados que voltavam para suas famílias precisavam de moradia barata. Com o renascimento, o projeto original da casa Cape Cod foi alterado e adaptado, levando à expansão do exterior da casa.

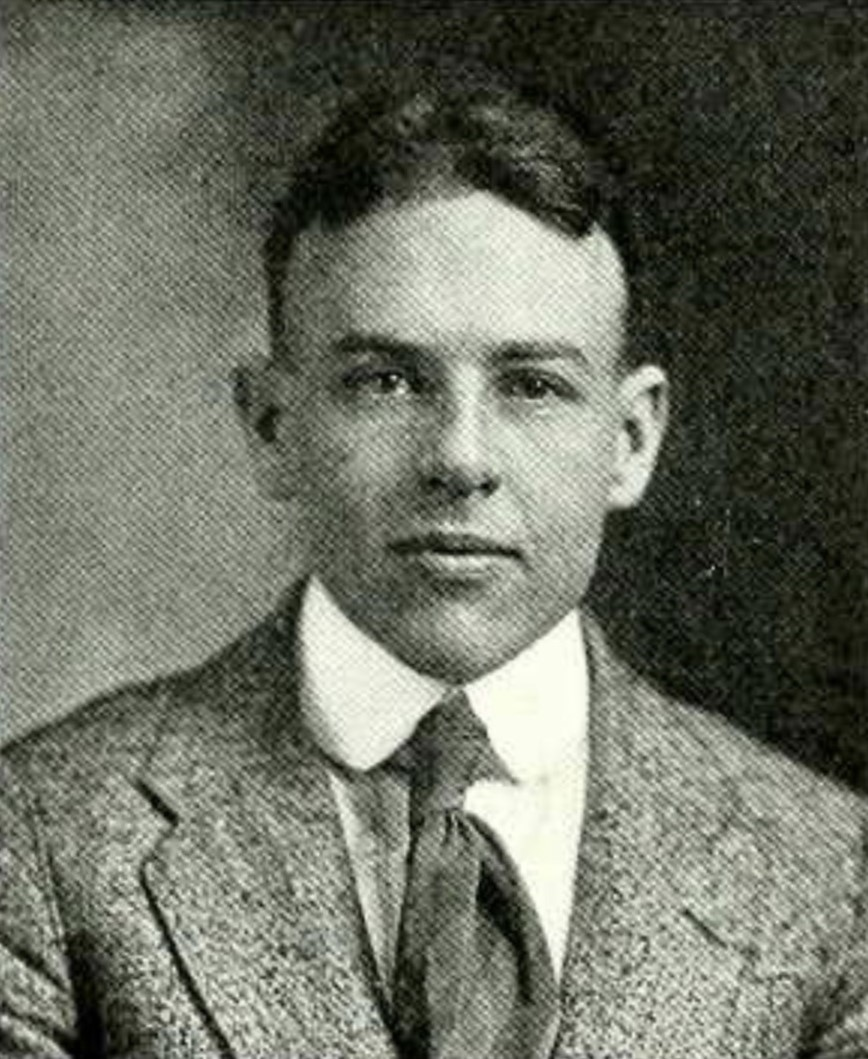
Royal Barry Wills

### Residências de Royal Barry Willis
Royal Barry Wills fundou seu escritório de arquitetura com sede em Boston em 1925. Ele é descrito como o mestre do estilo arquitetônico Cape Cod. Sua carreira se estendeu das décadas de 1920 a 1960 e, durante esse período, projetou 2.500 residências unifamiliares. Ele também escreveu oito livros, foi apresentador de um programa de rádio e deu muitas palestras. Seu trabalho lhe rendeu muitos elogios e ele escreveu muitos artigos para vários jornais e revistas sobre sua arquitetura.

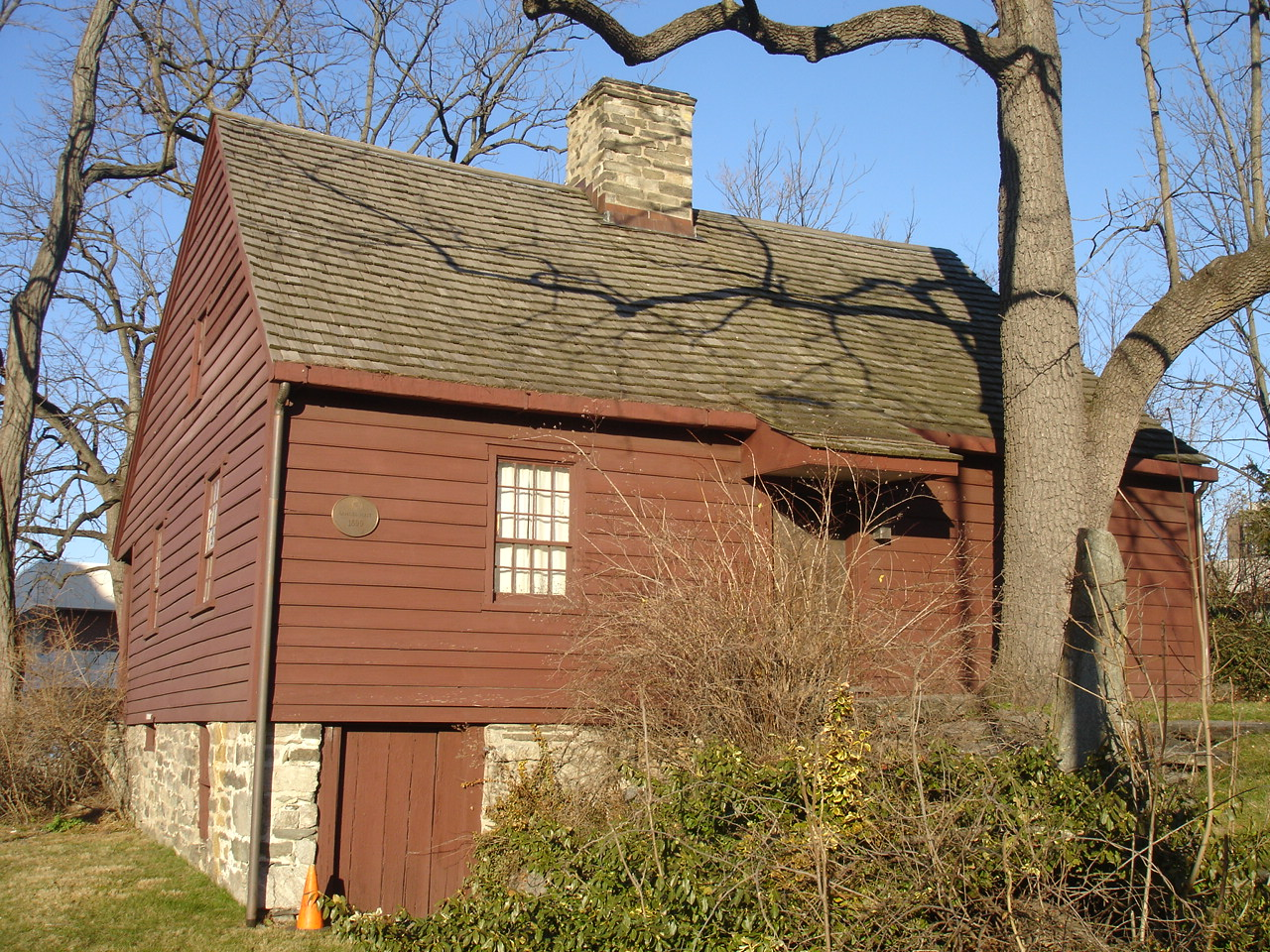
Casa Hoyt-Barnum, construída c. 1699
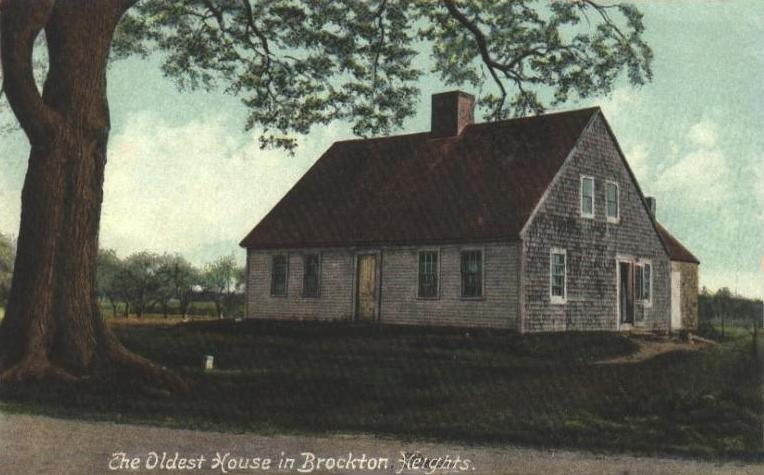
Uma casa de fazenda tradicional no estilo Cape Cod em Brockton Heights, Massachusetts
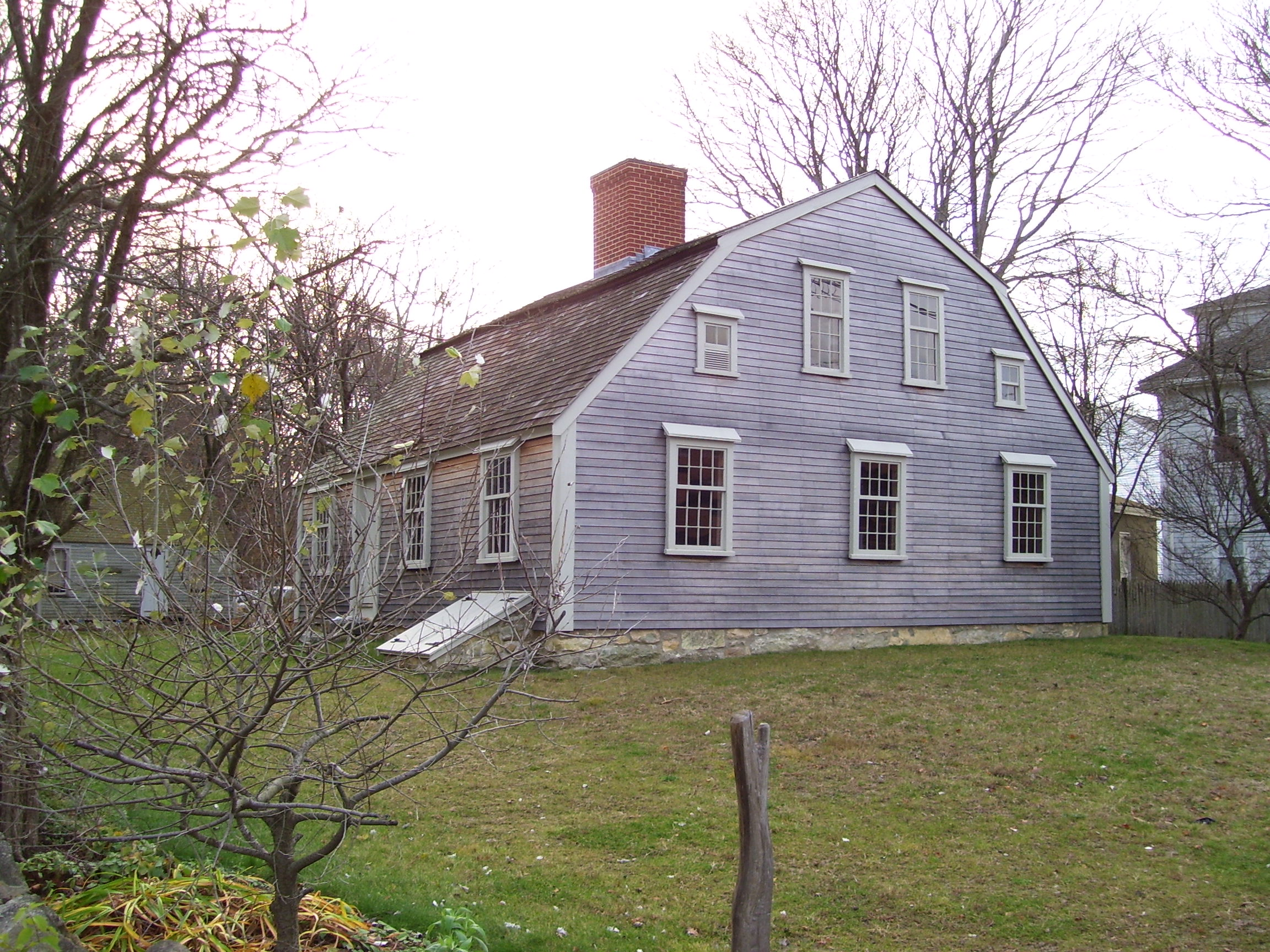
Harlow Old Fort House, um exemplo do mais raro Cape com telhado de duas águas

## Enquadramento e layout

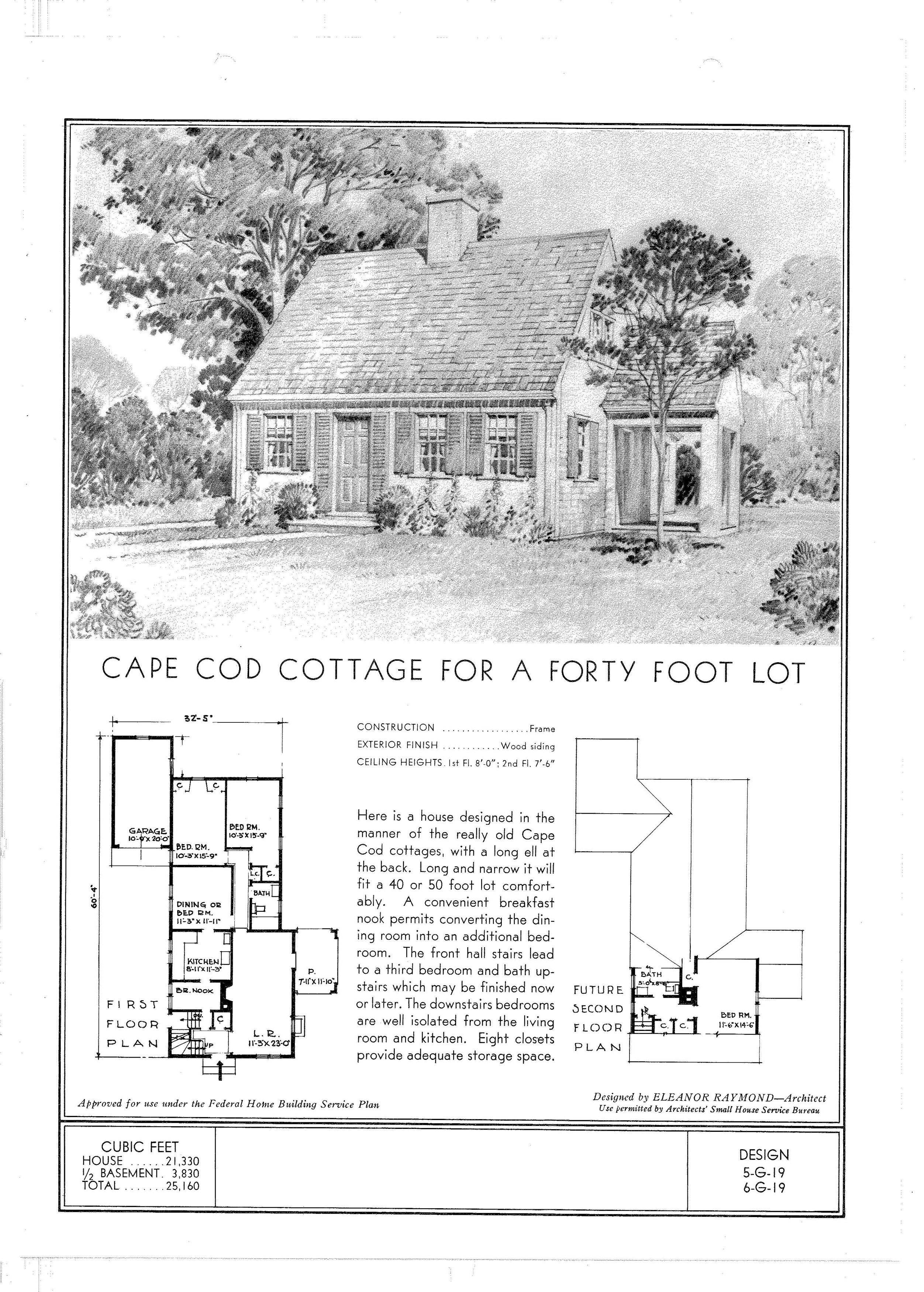
Planos do governo federal de 1940 para uma casa de 3/4 projetada por Eleanor Raymond

A maioria esmagadora das primeiras casas tinha estrutura de madeira, com três vãos formados por quatro transversais. Alguns exemplos tardios das primeiras casas usavam estrutura de vigas e enxaimel também foi usado.
As primeiras casas de Cape Cod se enquadram em quatro categorias: quarter (1/4), half (1/2), three-quarter (3/4) e full Cape. O comparativamente raro quarto de Cape é uma baia única, geralmente uma baia “externa” mais larga que se transforma em cômodos. Ela tem uma única porta e uma única janela na frente, mas tem profundidade total. O half Cape tem duas baias, com uma porta de um lado da casa e duas janelas de um lado da porta; o three-quarter Cape tem uma porta com duas janelas de um lado e uma única janela do outro; enquanto o full Cape consiste em uma porta da frente no centro da casa, ladeada de cada lado por duas janelas. Por outro lado, as três categorias de casas antigas de Cape Cod eram praticamente idênticas em termos de layout. Do lado de dentro da porta da frente, uma escada central levava ao pequeno andar superior, que consistia em dois quartos para crianças. O andar inferior consistia em um salão para a vida cotidiana (incluindo cozinhar, jantar e reunir-se) e a sala de estar, ou quarto principal.
Alguns usam um sistema de nomenclatura diferente e chamam a versão em tamanho real de “double Cape”, mas isso é usado com mais frequência para uma estrutura duplex estendida.
As casas “High post”, também conhecido como "knee wall", em referência à parede de apoio dos caibros do telhado, eram originalmente uma variante incomum, mas se tornou mais comum no século XIX, surgindo como uma característica da arquitetura vernacular derivada do Cape no Meio-Oeste. Os postes se estendem verticalmente além do primeiro andar, aumentando o espaço utilizável no segundo andar e simplificando a marcenaria, a um custo de rigidez estrutural. A parede do joelho era frequentemente fenestrada com janelas pequenas e baixas.

## Adaptações
As modernas casas Cape Cod completas são totalmente simétricas para se assemelharem ao estilo tradicional. As 3/4 Cape Cods e 1/2 Cape Cods modernas são muito menores, com chaminés e escadas descentralizadas. Ao longo dos anos, os proprietários dobraram as "Full Cape" e acrescentaram alas na parte traseira[1] ou nas laterais, geralmente de um único andar. Foram acrescentados lucarnas para aumentar o espaço, a luz e a ventilação. Às vezes um alpendre fechado com tela às vezes era adicionada a um dos lados da casa, raramente à frente. Esse estilo de casa pode ser encontrado em Massachusetts e nas partes mais ao norte da Nova Inglaterra.